# Tomas Behrend
Tomas Ugo Behrend (ur. 12 grudnia 1974 w Porto Alegre) – niemiecki tenisista pochodzenia brazylijskiego, reprezentant w Pucharze Davisa.

## Kariera tenisowa
Karierę tenisową Behrend rozpoczął w roku 1994, natomiast zakończył w 2007.
W grze pojedynczej wygrał 7 turniejów rangi ATP Challenger Tour. W deblu jest trzykrotnym finalistą rozgrywek rangi ATP World Tour.
W roku 2003 zadebiutował w reprezentacji Niemiec w Pucharze Davisa w rundzie przeciwko Białorusi. Behrend przegrał swój singlowy pojedynek w 5 setach z Maksem Mirnym.
Najwyżej sklasyfikowany w rankingu singlistów był na 74. miejscu w październiku 2005 roku, z kolei w zestawieniu deblistów w połowie października 2007 roku zajmował 43. pozycję.

### Finały w turniejach ATP World Tour
| Legenda                                      |
| -------------------------------------------- |
| Wielki Szlem                                 |
| Igrzyska olimpijskie                         |
| Tennis Masters Cup / ATP Finals              |
| ATP Masters Series / ATP Tour Masters 1000   |
| ATP International Series Gold / ATP Tour 500 |
| ATP International Series / ATP Tour 250      |

#### Gra podwójna (0–3)
| Końcowy wynik | Nr | Data                 | Turniej         | Nawierzchnia  | Partner         | Przeciwnicy                          | Wynik finału   |
| ------------- | -- | -------------------- | --------------- | ------------- | --------------- | ------------------------------------ | -------------- |
| Finalista     | 1. | 29 lutego 2004       | Costa do Sauípe | Ceglana       | Leoš Friedl     | Mariusz Fyrstenberg Marcin Matkowski | 2:6, 2:6       |
| Finalista     | 2. | 29 lipca 2007        | Kitzbühel       | Ceglana       | Christopher Kas | Luis Horna Potito Starace            | 6:7(4), 6:7(5) |
| Finalista     | 3. | 14 października 2007 | Wiedeń          | Twarda (hala) | Christopher Kas | Mariusz Fyrstenberg Marcin Matkowski | 4:6, 2:6       |